# The Instant Monty Python CD Collection
The Instant Monty Python CD Collection è un box set pubblicato nel 1994 contenente sei CD di otto album dei Monty Python.

## Tracce

### Another Monty Python Record
Lato A (Disco 1, Traccia 1)
1. Apologies - 0:08
2. Spanish Inquisition - 2:06
3. "World Forum" - 4:49
4. Gumby Theatre/Contradiction - 8:50/11:22
5. The Architect/Spanish Inquisition Continue - 11:59/14:41
6. Piranha Brothers - 15:59
Lato B (Disco 1, Traccia 2)
7. Death of Mary, Queen of Scots - 0:01
8. Penguin on the TV - 2:39
9. Comfy Chair/Sound Quiz - 5:08/6:42
10. Be A Great Actor/Theatre Critic - 4:21
11. Royal Festival Hall Concert
12. Spam - 2:24
13. The Judges/Stake Your Claim - 1:26/3:27
14. Still No Sign of Land/Undertaker - 5:29

### Monty Python's Previous Record
Lato A (Disco 1, Traccia 3)
1. Embarassement/A Book at Bedtime - 0:06/2:31
2. Dennis Moore - 2:56
3. Money Program/Money Song - 3:56/5:00
4. Dennis Moore Continue - 5:52
5. Australian Table Wines/Dennis More Song - 7:02/8:28
6. Argument Clinic - 8:47
7. How-To-Do-It Lesson - 12:25
8. Putting Budgies Down/Dennis Dum - 13:35/14:52
9. Fish Licence/Eric the Half-a-Bee - 15:11/17:58
10. Radio Quiz Game - 20:07
11. Travel Agency - 21:34
Lato B (Disco 2, Traccia 1)
12. Massage/Silly Noise Quiz - 0:00/0:05
13. Miss Anne Elk - 1:27
14. We Love the Yangtse/Yangtse Song - 4:15/5:43
15. A Minuted Passed - 7:12
16. Eclipse of Sun - 8:22
17. Alistair Cooke - 10:23
18. Wonderful World of Sound - 10:45
19. The Tale of Happy Valley - 6:42

### The Monty Python Matching Tie and Handkerchief
Side 1 (Disco 2, Traccia 2)
1. Salvation Fuzz - 3:06
2. Elephantoplastic - 3:06
3. Writing Novel - 5:04
4. World Association - 7:36
5. Bruces/Bruces' Philosophers Song - 8:53/11:02
6. The Adventures of Ralph Mellish - 11:55
7. Cheese Shop - 15:56
8. Wasp Club/Talking Tiger - 20:01/20:46

Side 2 (Disco 2, Traccia 3)
1. A Great Actor - 0:11
2. The Background to History - 2:34
3. First World War Noises - 6:27
4. Boxing Tonight (Fight Of The Century)  - 10:31
5. Minister for Overseas Development  - 11:29
6. Oscar Wilde and Friends - 12:34
7. Buying a Cat - 15:56
8. Phone-In - 17:19

### Monty Python Live at Drury Lane
Lato A (Disco 3, Traccia 1)
1. Introduction/Llamas - 0:00/0:55
2. Gumby Flower Arranging - 2:39
3. Secret Service - 4:11
4. Wrestling - 9:02
5. "World Forum" - 11:07
6. Idiot Song (Neil Innes) - 14:40
7. Albatroos/The Colonel - 17:42/18:52
8. Nudge, Nudge/Cocktail Bar - 9:23/22:15
9. Travel Agent - 5:04
Lato B (Disco 3, Traccia 2)
10. Spot the Brain Cell - 3:25
11. Bruces' Philosophers Song - 2:07
12. Argument - 2:55
13. I've Got Two Legs - 0:33
14. Quattro signori - 3:16
15. Election Special - 6:49
16. The Lumberjack Song - 2:37
17. Dead Parrot/The Liberty Bell Finale - 5:45

### The Album of the Soundtrack of the Trailer of the Film of Monty Python and the Holy Grail
Lato A(Disco 4, Traccia 1)
1. Introduction To The Executive Album Edition - 1:06
2. Tour Of Classic Silbury Hill Theatre - 0:12
3. Live Broadcast From London: Premiere Of The Film - 3:56
4. Narration From The Silbury Hill Gentlemen's Room/You're Using Coconuts - 2:56
5. Bring Out Your Dead - 1:03
6. King Arthur And The Old Woman: A Lesson In Anarcho-Syndicated Commune Living - 2:57
7. A Witch? - 2:47
8. A Lesson In Logic - 2:50
9. Knights of the Round Table - 1:35
10. The Quest for the Holy Grail - 1:11
11. Live from The Parking Lot at Silbury Hill Theatre - 1:01
12. The Castle Of Louis De Lombard: A Strange Person - 2:25
13. Bomb Scare - 0:43
14. Executive Album Edition Announcement - 0:16
Lato B(Disco 4, Traccia 2)
15. Another Executive Album Edition Announcement - 0:29
16. The Story Of The Film So Far - 2:11
17. The Tale of Sir Robin - 1:54
18. The Knights Who Say Ni! - 2:34
19. Interview with Filmmaker Carl French  - 2:38
20. The Tale Of Sir Lancelot: At Swamp Castle - 4:38
21. Tim, The Enchanter/A Shakespearean Critique  - 3:29
22. A Foul-Tempered Rabbit - 2:33
23. Executive Album Edition Addendum - 0:54
24. The Castle of Aaargh/The End - 2:45

### Monty Python's Contractual Obligation Album
Lato A(Disco 4, Traccia 3)
1. Sit on My Face - 0:44
2. Announcement - 0:21
3. Henry Kissinger - 0:48
4. String - 2:19
5. Never Be Rude to an Arab - 1:00
6. I Like Chinese - 3:10
7. Bishop - 2:23
8. Medical Love Song - 2:09
9. Farewell to John Denver - 0:15
10. Finland - 2:18
11. I'm So Worried - 3:18
Lato B(Disco 5, Traccia 1)
12. I Bet You They Won't Play This Song on the Radio - 0:54
13. Martyrdom of St. Victor - 1:41
14. Here Comes Another One - 1:58
15. Bookshop - 4:22
16. Do What John? - 0:34
17. Rock Notes - 2:11
18. Muddy Knees - 2:10
19. Crocodile  - 2:34
20. Decomposing Composers - 2:43
21. Bells - 2:22
22. Traffic Lights - 1:55
23. All This Dull and Ugly - 1:28
24. A Scottish Farewell - 0:23

### Monty Python's Life of Brian
Lato A(Disco 5, Traccia 2)
1. Introduction - 0:44
2. Brian Song - 0:19
3. Three Wise Men - 1:29
4. Brian Song (Continue) - 2:32
5. Sermon on the Mount (Big Nose) - 1:58
6. Harry the Haggler - 0:18
7. Stoning - 1:58
8. Ex Leper - 1:16
9. You Mean You Were Raped? (Naughtius Maximus) - 1:00
10. Link - 3:20
11. In the Amphitheatre (Loretta) - 3:16
12. Short Link -
13. Romans Go Home - 1:47
14. Missing Link -
15. Revolutionary Meeting - 1:49
16. Very Good Link/Ben - 20:48/21:00
17. Audience with Pilate - 2:45
18. Meanwhile - 24:32
Lato B(Disco 5, Traccia 3)
19. The Prophets - 1:12
20. Beard Salesman  - 2:08
21. Lobster Link -
22. Brian's Prophecy - 1:21
23. Lobster Link II -
24. The Hermit (Simon the Holy Man) - 1:08
25. He's Not the Messiah - 3:33
26. Sex Link
27. He's a Very Naughty Boy - 4:06
28. Lighter Link
29. Pilate Sentences Brian - 0:53
30. Nisus Wettus - 0:29
31. Pilate with the Crowd (Welease Woger)  - 2:24
32. Nisus Wettus with the Jailers - 1:38
33. Release Brian - 0:49
34. Not So Bad Once You're Up - 0:29
35. Reg Salutes Brian - 1:19
36. Cheeky is Released - 0:42
37. Always Look on the Bright Side of Life - 3:58
38. Closing

### Monty Python's The Meaning of Life
Lato A(Disco 6, Traccia 1)
1. Introduction - 0:00
2. Fish Introduction - 0:19
3. The Meaning of Life Song - 0:48
4. Birth - 3:00
5. Birth Link/Frying Eggs - 6:27
6. Every Sperm Is Sacred - 4:34
7. Protestant Couple - 13:27
8. Adventures of Martin Luther - 16:10
9. Sex Education - 4:40
10. Trench Warfare - 21:00
11. The Great Tea of 1914-18 - 24:17
12. Fish Link - 24:59
Lato B(Disco 6, Traccia 2)
13. Introduction of Terry Gilliam - 0:00
14. Accountacy Shanty - 0:22
15. Zulu Wars - 1:29
16. Link - 4:51
17. The Dungeon Restaurant - 5:42
18. Link/Live Organ Transplants - 8:52
19. Galaxy Song - 2:41
20. Penis Song (Not the Noël Coward Song) - 0:41
21. Mr. Creosote - 15:49
22. Grim Reaper - 19:28
23. Christmas in Heaven - 2:45
24. Dedication (To Fish) - 1:16